# 井上安治
井上 安治（いのうえ やすじ、文久4年 / 元治元年（1864年） - 明治22年（1889年）9月14日）は、明治時代前期の浮世絵師、版画家。名前はやすはると読むとする説もある。本名は安次郎。作品によっては安次、安二、安二郎、安はると署名し、探景とも号した。
小林清親の一番弟子とされ、短命であったが光線画に優品を残した。

## 生涯

### 生い立ち
井上清七の長男として浅草並木町（今の雷門二丁目）で生まる。父は川越鍛冶町（現・幸町）にあった高麗屋という錦織問屋（太物仲買商）に生まれたが、江戸に出て浅草駒形町にあった丸屋呉服店に勤め、のちに一番番頭となっている。兄弟は姉と弟がおり、13歳の時父が亡くなってからは母の手ひとつで育てられたようだ。
幼児より病弱で絵を好み、少年の頃、一時は月岡芳年に弟子入りしていた。しかし、明治11年（1878年）から12年（1879年）の冬頃、15歳の時に今度は小林清親に弟子入りする。安治にとって弟弟子にあたる土屋光逸の述懐によると、ある雪の日、清親が向島に出かけ、綾瀬川の土手の上から隅田川沿岸の雪景色をスケッチをしていると、安治はそれを二時間余りも見守り続け、その余りの熱心さに清親が話しかけたのが入門の切っ掛けになったという。また、清親の5子哥津は、安治は清親の画を見て、そのもっている心を慕って自ら弟子になったが、清親の門人というより友人であったと回想している。安治は清親についてよく写生に出かけ、後の「探景」の号はそうしたことから取られたとも言われる。

### 17歳でデビュー

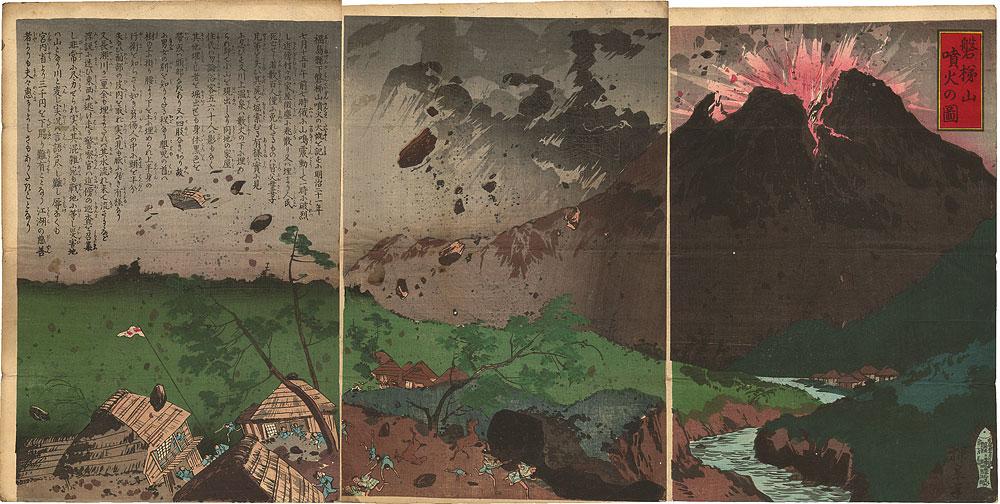
「磐梯山噴火の図」井上探景作 明治22年（1888年）
磐梯山の噴火当時は、まだ現地では撮った写真をそのまま新聞紙面に印刷することが難しかったため、報道の手段としても錦絵が用いられていた。

明治13年（1880年）頃、浅草並木町六番地に移っており、同年の6月、版元福田熊治郎から「浅草橋夕景」を、版元4代目松木平吉より「新吉原夜桜之景」「代官町之景」の3点の風景画を発表して版画家としてデビューする。作品欄外には清親の名が添えられており、清親が安治の才能を認め、後見人として少年絵師の前途を祝す意図があるものと考えられる。翌年「蛎殻町川辺の図」「富士見渡シ之景」「浅草橋雨中の景」「枕橋の図」「霊岸島高橋の景」（全て横大錦）などを、明治15年（1882年）に「銀座商店の夜景」といった作品を発表、清親が明治14年（1881年）以降光線画を描かなくなると、事実上これを引き継いでいる。明治10年代後半を中心に描かれたこの大判画の光線画シリーズ「東京名所絵」とも呼ばれ、現在16点確認されており、詩情を感じさせる優品が多い。また、同じ明治14年から最晩年にわたって葉書版の「東京名所絵」シリーズを刊行しており、清親の原図によるもの、その一部を変更したもの及び安治独自のものを合わせておよそ154枚に達している（後述）。
その後、明治17年（1884年）版元松木から受けた井上探景と画号を改め、光線画の他に、開化絵、風俗画、相撲絵、戯作の挿絵等も手掛けるようになる。明治18年（1885年）から翌年にかけては、清親や芳年などの人気絵師と伍して「教導立志基」のような教訓絵を多く描いた。同20年代に入ると版元が増え三枚組の仕事が多くなり、皇室関係や憲法発布を題材とした時事報道の時局絵を発表する。しかし、これらは安治の絵の特色である詩情が後退して、他の明治錦絵に近いものになり、絵自体もひ弱な印象を受け、光線画に比べると評価されていない。

### 死去
生家を継ぐため実家の親戚印藤ますとの結婚が決まっていたが、明治22年（1889年）に脚気衝心のため26歳で死去した。法名は釈慈仁信士。墓所は、最初浅草の顕美院（所在地不明）にあったが、甥の代になって父の出身地川越に移され、現在は川越市末広町の行伝寺。残した作品数は「東京名所絵」を除くと、大錦判53種73点。清親はその早すぎる死を悼み、「つえ折れて ちからなき身や 萩の枝」という手向けの句を霊前に供えた。のちに清親の娘哥津は直接安治に会ったことはないが、父が安治を描いた肖像スケッチを見て「面影は、青白い、髪の毛の房々と、初年ふうに分けたのがよく似合ふ美しい若者だった」と追想している。
安治の人となりについては、余り記録に残っていない。鶯亭金升は自著『明治のおもかげ』収録の「六本指」で、「風景は天才で真面目に好く描いたが、他の絵は粗忽で笑われる事があった。人物の指を六本描いたり、正月の試筆に去年の干支を描いたりした。或年浅草で湯に入っていたら火事だと言われ、慌てて石鹸を顔一面に塗ったまま衣服を着て帰宅して笑われた事もあり、時々滑稽を演じた」と、その人柄を回想しつつ安治の早すぎる死を惜しんでいる。なお、杉浦日向子の漫画「YASUJI東京」は、安治の絵をモチーフとした作品である。

## 代表作
- 「東京名所絵（東京真画名所図解）」
  - はがきサイズ全134点。「上野競馬」と「川口鉄橋」の2点だけは二枚続き。大判の作品も16点確認されており、こちらを東京名所絵と呼び、はがきサイズの方は東京真画名所図解と区別して呼ぶ場合もある[4]。版元は福田熊次郎（具足屋）。小林清親が明治14年に光線画を突然中止した後を受け制作された。この引き継ぎは成功し、8年間継続して量産されている。明治になって日本各地から上京した人々が、文明開化した東京の姿を故郷に伝える格好のお土産品で、明治初期の東京を隈なく描いており資料的価値も高い。
  - 全作品中、半数近い59点は清親の作品をほぼ倣い、更にもう3点は清親の強い影響下にある。一方で、サイズが元の大きさの4分の1程度、葉書ほどの小版錦絵になったのを受け、安治は人物や背景を省略、簡潔な描写に改め、画面の小ささを感じさせない内容のある作品に仕上げた。江戸時代の名残や歌川広重の余韻を感じさせる懐古的な清親と違い、安治は自分が視た光景から直接、風景美をとらえようとする写実的態度に徹し、明晰で透明感のある色調や空間表現を用いることで、明治初期から中期の作品でありながら、江戸から生まれ変わった東京を描くのに成功している。
- 「教導立志基（きょうどうりっしのもとい）」
  - 小林清親、水野年方、月岡芳年、楊洲周延、豊原国周、蜂須賀国明ら6名と組んで、明治18年（1885年）から同23年（1890年）にかけて、版元松木平吉から版行した歴史画（歴史教育画）。全53図。安治は明治18年10月26日付の御届のある「曽我兄弟」を皮切りに、明治22年（1889年）4月出版の「毛利松壽丸」に至る12図を担当している[5]。

## 作品一覧
| 作品名                                             | 様式       | 年代                       | 判型            | 版元                       | 画面内落款                      | 届出名                 | 所蔵者                                                                       | 備考 |
| -------------------------------------------------- | ---------- | -------------------------- | --------------- | -------------------------- | ------------------------------- | ---------------------- | ---------------------------------------------------------------------------- | --- |
| 浅草橋夕景                                         | 光線画     | 1880年（明治13年）         | 横大判          | 福田熊治郎                 | 井上安次                        | 無（「画工小林清親」） | 町田市立国際版画美術館、山口県立萩美術館・浦上記念館など                     | デビュー作 |
| 新吉原夜桜景                                       | 光線画     | 1880年（明治13年）6月12日  | 横大判          | 松木平吉                   | 無                              | 井上安治画             | 山口県立萩美術館・浦上記念館、神奈川県立歴史博物館など                       | |
| 代官町之景                                         | 光線画     | 1880年（明治13年）6月12日  | 横大判          | 松木平吉                   | 井上〇〇○（くずし字）           | 井上安治画             | 山口県立萩美術館・浦上記念館                                                 | |
| 蛎殻町川岸の図                                     | 光線画     | 1881年（明治14年）3月25日  | 横大判          | 松木平吉                   | 無                              | 井上安治画             | 神奈川県立歴史博物館                                                         | |
| 浅草橋雨中之景                                     | 光線画     | 1881年（明治14年）3月26日  | 横大判          | 松木平吉                   | 無                              | 井上安治画             | GAS MUSEUM がす資料館、神奈川県立歴史博物館                                  | |
| 富士見渡シ之景                                     | 光線画     | 1881年（明治14年）3月26日  | 横大判          | 松木平吉                   | 井上安治画                      | 井上安治画             | 千葉市美術館、神奈川県立歴史博物館                                           | |
| 第二回内国勧業博覧会一覧                           | 光線画     | 1881年（明治14年）3月      | 横大判          | 松木平吉                   | 井上安治畫                      | 無                     | 府中市美術館                                                                 | |
| 枕橋の図                                           | 光線画     | 1881年（明治14年）         | 横大判          | 松木平吉                   | 無                              | 井上安治画             | 神奈川県立歴史博物館、横浜美術館                                             | |
| 霊岸島高橋の景                                     | 光線画     | 1881年（明治14年）         | 横大判          | 福田熊治郎                 | 無                              | 画工 井上安治          | 神奈川県立歴史博物館                                                         | |
| 京橋勧業場之景                                     | 光線画     | 1881年（明治14年）         | 横大判          | 福田熊治郎                 | 無                              | 画工井上安次           | 山口県立萩美術館・浦上記念館                                                 | |
| 銀座商店夜景                                       | 光線画     | 1882年（明治15年）7月      | 横大判          | 松木平吉                   | 無                              | 画工 井上安次郎        | GAS MUSEUM がす資料館、神奈川県立歴史博物館、千葉市美術館など                | 当時珍しかった缶詰屋の店先風景。中央上部の看板には中川幸七と書かれているが、中川は缶詰製造の開拓者の一人。                                       |
| 京橋松田の景                                       | 光線画     | 1884年（明治17年）         | 横大判          | 福田熊治郎                 | 井上安次筆                      | 画工 井上安次          | 神奈川県立歴史博物館、山口県立萩美術館・浦上記念館など                       | |
| 新富町新富座景                                     | 光線画     | 1884年（明治17年）         | 横大判          | 福田熊治郎                 | 井上探景筆                      | 画工井上安治郎         | 神奈川県立歴史博物館、山口県立萩美術館・浦上記念館                           | |
| 皇城二重橋                                         | 光線画     | 1888年（明治21年）         | 横大判          | 福田熊治郎                 | 井上探景寫                      | 無                     | 神奈川県立歴史博物館、渡邊木版美術画舗                                       | |
| 新吉原夜桜之景                                     | 光線画     | 1888年（明治21年）5月3日   | 横大判          | 福田熊治郎                 | 探景畫                          | 無                     | GAS MUSEUM がす資料館、神戸市立博物館                                        | |
| 吾妻橋                                             | 光線画     | 1888年（明治21年）         | 横大判          | 福田熊治郎                 | 井上探景                        |                        | 渡邊木版美術画舗                                                             | |
| 永代橋                                             | 光線画     | 不明                       | 横中判          | 不明                       | 井上安次                        | 無                     | 山口県立萩美術館・浦上記念館                                                 | |
| 教導立志基 曽我兄弟                                | 歴史画     | 1885年（明治18年）10月26日 | 竪大判          | 松木平吉                   | 井上探景筆/「探景」白文円印     | 無                     | 早稲田大学坪内博士記念演劇博物館、東京都立中央図書館など                     | |
| 教導立志基 静御前                                  | 歴史画     | 1885年（明治18年）12月25日 | 竪大判          | 松木平吉                   | 井上探景画/「探景」白文円印     | 無                     | 早稲田大学坪内博士記念演劇博物館、日本公文教育研究会など                     | |
| 教導立志基 村上義光                                | 歴史画     | 1885年（明治18年）12月25日 | 竪大判          | 松木平吉                   | 井上探景画/「探景」白文円印     | 無                     | 早稲田大学坪内博士記念演劇博物館                                             | |
| 教導立志基 仏御前                                  | 歴史画     | 1885年（明治18年）12月     | 竪大判          | 松木平吉                   | 井上探景画/「探景」朱文方印     | 無                     | 早稲田大学坪内博士記念演劇博物館                                             | |
| 教導立志基 青砥藤綱                                | 歴史画     | 1885年（明治18年）12月25日 | 竪大判          | 松木平吉                   | 井上探景画/「探景」朱文方印     | 無                     | 早稲田大学坪内博士記念演劇博物館                                             | |
| 教導立志基 赤染衛門                                | 歴史画     | 1886年（明治19年）5月21日  | 竪大判          | 松木平吉                   | 井上探景画/「探景」朱文方印     | 無                     | 東京都立中央図書館                                                           | |
| 教導立志基 大納言行成                              | 歴史画     | 1886年（明治19年）         | 竪大判          | 松木平吉                   | 井上探景/「探景」朱文方印       | 無                     | 東京都立中央図書館                                                           | |
| 教導立志基 兆殿司                                  | 歴史画     | 1886年（明治19年）         | 竪大判          | 松木平吉                   | 井上探景画/「探景」朱文方印     | 無                     | 早稲田大学坪内博士記念演劇博物館、東京都立中央図書館、日本公文教育研究会など | |
| 教導立志基 高倉帝仕丁                              | 歴史画     | 1886年（明治19年）         | 竪大判          | 松木平吉                   | 井上探景/「探景」朱文方印       | 無                     | 東京都立中央図書館                                                           | |
| 教導立志基 桐野利秋の妻                            | 歴史画     | 1886年（明治19年）         | 竪大判          | 松木平吉                   | 井上探景/「探景」白文円印       | 無                     | 早稲田大学坪内博士記念演劇博物館                                             | |
| 教導立志基 田中鶴吉                                | 歴史画     | 1889年（明治22年）2月      | 竪大判          | 松木平吉                   | 探景/「探景」朱文長方印         | 無                     | 東京都立中央図書館、日本公文教育研究会など                                   | |
| 教導立志基 毛利松寿丸                              | 歴史画     | 1889年（明治22年）4月      | 竪大判          | 松木平吉                   | 探景/「探景」朱文長方印         | 無                     | 東京都立中央図書館、日本公文教育研究会など                                   | |
| 東京上野高崎街真景                                 | 赤絵       | 1884年（明治17年）5月1日   | 大判3枚続       | 松木平吉                   | 無                              | 井上探景畫             | 群馬県立歴史博物館                                                           | |
| 清仏戦争図                                         | 戦争絵     | 1884年（明治17年）8月以降  | 大判3枚続       | 福田熊治郎                 | 井上探景畫                      |                        | 神奈川県立歴史博物館                                                         | |
| 東京劇場千歳座之景                                 | 名所絵     | 1884年（明治17年）10月     | 大判3枚続       | 福田熊治郎                 | 井上探景畫                      | 画工 井上安次郎        | GAS MUSEUM がす資料館                                                        | |
| （上）浅草観世音境内細図・（下）両国橋及浅草橋真図 | 赤絵       | 1884年（明治17年）以後     | 大判3枚続       | 松木平吉                   | 井上探景画                      | 画工 井上安次          | GAS MUSEUM がす資料館                                                        | |
| 観兵式御幸                                         | 名所絵     | 1885年（明治18年）3後      | 大判3枚続       | 松木平吉                   | 井上探景画/朱文方印             | 画工 井上探景          | 東京都立中央図書館特別文庫室                                                 | |
| 赤坂仮皇居及太政官真景                             | 名所絵     | 1885年（明治18年）8月      | 大判3枚続       | 三宅半四郎                 | 井上探景筆/「探景」朱文方印     | 畫工 井上安次郎        | GAS MUSEUM がす資料館                                                        | |
| 武州川口鉄橋図 秩父八王子遠景                      | 名所絵     | 1885年（明治18年）11月     | 大判3枚続       | 小林鉄次郎                 | 探景畫                          | 無                     | 埼玉県立歴史と民俗の博物館                                                   | |
| 雪月花之内 雪 浅草金竜山之図                       | 名所絵     | 1885年（明治18年）10月     | 大判3枚続       | 井上茂兵衛                 | 井上探景畫/「探景」朱文方印     | 画工 井上探景          | 北九州市立美術館                                                             | |
| 雪月花之内 月 新よし原はん栄之図                   | 名所絵     | 1885年（明治18年）         | 大判3枚続       | 井上茂兵衛                 | 井上探景筆                      | 画工 井上安次郎        | GAS MUSEUM がす資料館                                                        | |
| 雪月花之内 花 上野の桜                             | 名所絵     | 1885年（明治18年）10月26日 | 大判3枚続       | 井上茂兵衛                 | 井上探景畫                      | 画工 井上探景          | 東京都立中央図書館特別文庫室                                                 | |
| 東京上野鉄道汽車出発之図                           | 名所絵     | 1885年（明治18年）以後     | 大判3枚続       | 小林鉄次郎                 | 井上探景画                      | 無                     | 江戸東京博物館                                                               | |
| 日本橋区大伝馬町参丁目大丸屋呉服店繁栄図           | 名所絵     | 1886年（明治19年）         | 大判3枚続       | 不明                       | 井上探景寫                      |                        | GAS MUSEUM がす資料館                                                        | |
| 彫画共進會内 両国煙火（はなび）図                  | 歴史美人画 | 明治10年代                 | 大判3枚続       | 松木平吉                   | 井上探景畫                      | 無                     | 山口県立萩美術館・浦上記念館                                                 | |
| 貴顕演劇遊覧図                                     | 役者絵     | 1887年（明治20年）         | 大判3枚続       | 小林鉄次郎                 | 井上探景筆                      | 無                     | 山口県立萩美術館・浦上記念館                                                 | 楊洲周延との合作。同年4月26日から29に開かれた天覧歌舞伎を描いたもの。絵では明治天皇と昭憲皇太后が同席しているが、実際には1日違いで出席している。 |
| 共楽泰平貴顕図                                     | 美人画     | 1887年（明治20年）         | 大判3枚続       | 小林鉄次郎                 | 井上探景畫                      | 無                     | 江戸東京博物館                                                               | |
| 青山練兵所観兵式之図                               | 赤絵       | 1887年（明治20年）         | 大判3枚続       | 片田長次郎                 | 井上探景筆                      | 無                     | 神奈川県立歴史博物館                                                         | |
| 東京九段坂上靖国神社真景                           | 名所絵     | 1887年（明治20年）12月10日 | 大判3枚続       | 大倉孫兵衛                 | 井上探景/「探景」朱文方印       | 無                     | 神奈川県立歴史博物館                                                         | |
| 東京名所之内 浅草観世音公園之図                    | 名所絵     | 1887年（明治20年）         | 大判3枚続       | 清水文蔵                   | 井上探景筆                      | 無                     | 川越市立美術館                                                               | |
| 東京名所之内 吾妻橋新築之図                        | 赤絵       | 1887年（明治20年）11月     | 大判3枚続       | 井上茂兵衛                 | 探景寫                          | 無                     | GAS MUSEUM がす資料館                                                        | 赤絵の具を減らして空が青くなり、題枠が無色から3色になった版もある（足立区立郷土博物館蔵）                                                        |
| 東京名所 吾妻橋改良之真景                          | 名所絵     | 1887年（明治20年）12月     | 大判3枚続       | 児玉又七                   | 井上探景寫                      | 無                     | 川越市立美術館                                                               | |
| 皇国泰平鑑 仮装会 舞楽                             | 開化絵     | 1887年（明治20年）         | 横中判2丁掛     | 児玉又七                   | 無                              | 無                     | 山口県立萩美術館・浦上記念館                                                 | |
| 皇国泰平鑑 宮中 花火                               | 開化絵     | 1887年（明治20年）         | 横中判2丁掛     | 児玉又七                   | 探□□                            | 無                     | 山口県立萩美術館・浦上記念館                                                 | |
| 大日本帝国 国会仮議事堂之図                        | 名所絵     | 1888年（明治21年）2月      | 大判3枚続       | 児玉又七                   | 探景寫/「探景」朱文二重方印     | 無                     | 川崎・砂子の里資料館                                                         | 竣工前の出版で完成予想図か。 |
| 東京小網町鎧橋通 吾妻亭                            | 名所絵     | 1888年（明治21年）2月28日  | 大判3枚続       | 楢葉周平                   | 探景寫                          | 無                     | 早稲田大学図書館、山口県立萩美術館・浦上記念館など                           | |
| 九段坂上 靖国神社庭内真景                          | 名所絵     | 1888年（明治21年）3月20日  | 大判3枚続       | 大倉孫兵衛                 | 探景寫/「探景」朱文方印         | 無                     | 昭和女子大学図書館                                                           | |
| 江戸橋ヨリ鎧橋遠景                                 | 名所絵     | 1888年（明治21年）5月20日  | 大判3枚続       | 福田熊治郎                 | 井上探景筆                      | 無                     | 中央区立郷土天文館（タイムドーム明石）                                       | 大日本帝国憲法発布を祝い、国旗や幟、建物に飾りなどをつけた「江戸橋ヨリ鎧橋遠景 憲法発布式大祭之圖」という作品もある（中央区立京橋図書館蔵）      |
| 東京名所 従吾妻橋水雷火遠望之図                    | 名所絵     | 1888年（明治21年）7月2日   | 大判3枚続       | 片田長次郎                 | 井上探景                        | 無                     | 神奈川県立歴史博物館                                                         | |
| 磐梯山噴火の図                                     | 時局絵     | 1888年（明治21年）7月      | 大判3枚続       | 児玉又七                   | 井上探景寫                      | 無                     | 浮世絵太田記念美術館、サントリー美術館、福島県立図書館など                   | |
| 東京銀座通 煉瓦石造真図                            | 名所絵     | 1888年（明治21年）9月      | 大判3枚続       | 佐々木豊吉                 | 井上探景畫                      | 無                     | 中央区立京橋図書館                                                           | 赤絵版もある（央区立郷土天文館（タイムドーム明石）蔵）                                                                                           |
| 枢密院会議之図                                     | 時局絵     | 1888年（明治21年）12月10日 | 大判3枚続       | 児玉又七                   | 井上探景/「探景」朱文二重長方印 | 無                     | 山口県立萩美術館・浦上記念館                                                 | |
| 東京市区改正予図                                   | 時局絵     | 1888年（明治21年）         | 大判3枚続       | 清水文蔵                   | 探景筆                          | 無                     | 横浜開港資料館                                                               | |
| 憲法発布式大祭之図 大日本東京吾妻橋真畫            | 時局絵     | 1889年（明治22年）2月10日  | 大判3枚続       | 福田熊治郎                 | 無                              |                        | GAS MUSEUM がす資料館                                                        | |
| 憲法発布式大祭之図                                 | 時局絵     | 1889年（明治22年）         | 大判3枚続       | 松木平吉                   | 井上探景/「探景」白文長円印     |                        | 早稲田大学図書館                                                             | |
| 憲法発布御通賛之図                                 | 時局絵     | 1889年（明治22年）         | 大判3枚続       | 清水文蔵                   | 井上探景/「探景」白文長円印     | 無                     | 東京都立中央図書館特別文庫室                                                 | |
| 両国大角觝（すもう）之図                           | 名所絵     | 1889年（明治22年）4月      | 大判3枚続       | 松木平吉                   | 井上探景/「探景」白文長円印     | 無                     | 江戸東京博物館                                                               | |
| 東京名所 浅草金龍山遠景新開池之図                  | 名所絵     | 1889年（明治22年）5月      | 大判3枚続       | 長谷川園吉                 | 探景                            | 無                     | 江戸東京博物館                                                               | |
| 大日本鉄道発車之図                                 | 時局絵     | 1889年（明治22年）7月      | 大判3枚続       | 児玉又七                   | 井上探景/「探景」白文長円印     | 無                     | 国立国会図書館                                                               | |
| 日蓮大菩薩真実伝                                   | 歴史絵     | 1886年（明治19年）         | 特大判2枚続     | 松木平吉                   | 無                              | 井上安次郎畫           | 神奈川県立歴史博物館                                                         | |
| 開花旧弊子供遊双六                                 | 双六絵     | 1887年（明治20年）         | 横特大判        | 長谷川園吉                 |                                 | 無                     | 神奈川県立歴史博物館                                                         | |
| リードル英語雙録                                   | 双六絵     | 1887（明治20年）10月       | 大判4枚＋題雙貼 | 児玉又七                   | 井上探景畫                      |                        | 日本公文教育研究会                                                           | |
| 学校技芸寿語録                                     | 双六絵     | 1887年（明治20年）11月     | 竪特大判        | 松野米次郎                 | 探景畫                          | 無                     | 神奈川県立歴史博物館                                                         | |
| 西洋角觝                                           | 広告       | 1887年（明治20年）頃       | 竪大判          | 錦絵出版協同組合員発行證印 | 探景画/墨印                     | 無                     | 東京都立中央図書館                                                           | |
| 〔奇術興行広告〕                                   | 広告       | 1888年（明治21年）3月17日  | 竪大判          | 福田熊治郎                 | 探景                            | 無                     | 東京都立中央図書館                                                           | |

- 「東京名所百景　御城二重橋ノ景」　明治14、15年　兵庫県立美術館所蔵
- 「東京名所百景　築地海軍省」　明治14、15年　兵庫県立美術館所蔵
- 「東京名所百景　竹橋内」　明治14、15年　井上安二の落款　兵庫県立美術館所蔵

## 関連作品
- 漫画『YASUJI東京』 杉浦日向子（1988年、筑摩書房、のち ちくま文庫）